# Róbert Tomaschek
Róbert Tomaschek (* 25. srpna 1972) je bývalý slovenský fotbalový záložník a reprezentant. Ve své kariéře hrál za 3 kluby: FC Nitra, ŠK Slovan Bratislava a skotský Heart of Midlothian.

## Klubová kariéra
Hrál za FC Nitra, ŠK Slovan Bratislava a Heart of Midlothian FC. V evropských pohárech nastoupil v 10 utkáních a dal 1 gól. Kariéru ukončil ve 30 letech po zranění.

### Ligová bilance
| Ročník                                   | Zápasy | Góly | Klub                   |
| ---------------------------------------- | ------ | ---- | ---------------------- |
| 1. československá fotbalová liga 1990/91 | 11     | 0    | FC Nitra               |
| 1. československá fotbalová liga 1992/93 | 24     | 3    | FC Nitra               |
| Mars superliga 1993/94                   | 30     | 1    | ŠK Slovan Bratislava   |
| Mars superliga 1994/95                   | 24     | 2    | ŠK Slovan Bratislava   |
| Mars superliga 1995/96                   | 31     | 3    | ŠK Slovan Bratislava   |
| Mars superliga 1996/97                   | 15     | 0    | ŠK Slovan Bratislava   |
| Mars superliga 1997/98                   | 23     | 4    | ŠK Slovan Bratislava   |
| Mars superliga 1998/99                   | 28     | 3    | ŠK Slovan Bratislava   |
| Mars superliga 1999/00                   | 5      | 0    | ŠK Slovan Bratislava   |
| Scottish Premier League 1999/00          | 17     | 0    | Heart of Midlothian FC |
| Scottish Premier League 2000/01          | 28     | 4    | Heart of Midlothian FC |
| Scottish Premier League 2001/02          | 7      | 0    | Heart of Midlothian FC |
| CELKEM                                   | 243    | 20   |                        |

## Reprezentační kariéra
Tomaschek debutoval v A-týmu Slovenska 2. února 1994 na turnaji v Dubaji (Spojené arabské emiráty) proti domácí reprezentaci SAE (výhra 1:0). Celkem odehrál v letech 1994-2001 za národní tým 52 zápasů a vstřelil 4 góly.
Góly Róberta Tomascheka za A-mužstvo Slovenska
| Gól | Datum        | Stadion                                       | Soupeř          | Skóre (min.) | Výsledek | Soutěž                   |
| --- | ------------ | --------------------------------------------- | --------------- | ------------ | -------- | ------------------------ |
| 010 | 10. 10. 1998 | Rheinpark Stadion, Vaduz, Lichtenštejnsko     | Lichtenštejnsko | 00:3 0(36.)  | 0:4      | kvalifikace na Euro 2000 |
| 02  | 10. 10. 1998 | Rheinpark Stadion, Vaduz, Lichtenštejnsko     | Lichtenštejnsko | 00:4 0(61.)  | 0:4      | kvalifikace na Euro 2000 |
| 03  | 19. 5. 1999  | Mestský štadión, Dubnica nad Váhom, Slovensko | Bulharsko       | 02:0 0(89.)  | 2:0      | přátelský zápas          |
| 04  | 24. 3. 2001  | Istanbul, Turecko                             | Turecko         | 01:1 0(68.)  | 1:1      | kvalifikace na MS 2002   |